# دیتاشیت

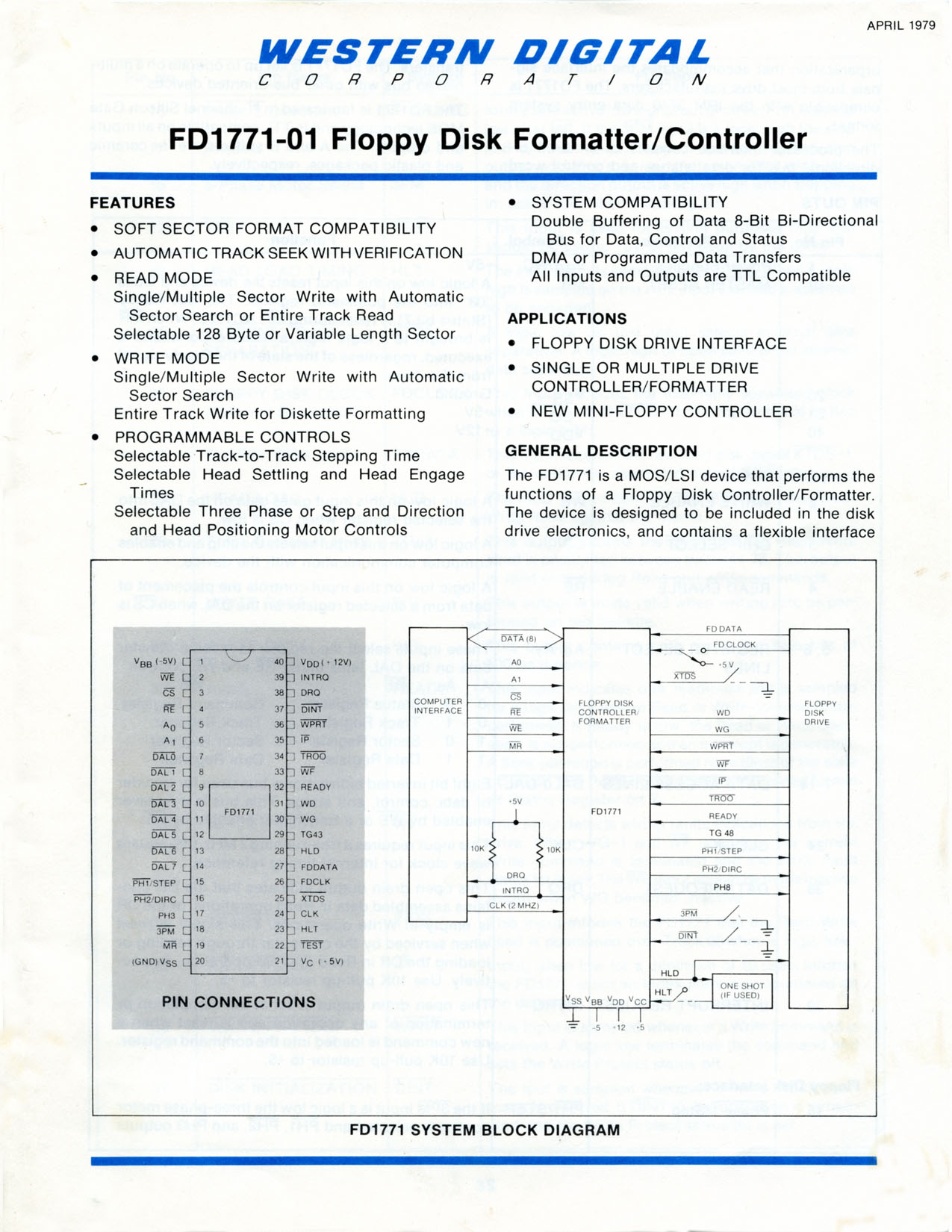
دیتاشیت

داده‌برگ یا دیتاشیت (انگلیسی: Datasheet) ورق داده یا ورق مشخصات، به مدرکی در مهندسی اطلاق می‌شود، که خلاصه عملکرد و ویژگی‌های فنی یک محصول، دستگاه، تجهیز، مواد اولیه، زیرسیستم یا یک نرم‌افزار، در آن بگونه ای درج شده باشد، که یک مهندس طراح بتواند آن را در یک سیستم نصب و راه اندازی نماید. به‌طور معمول، یک دیتاشیت با یک صفحه کاور که اطلاعات مندرج در سند را شرح می‌دهد آغاز می‌شود، سپس فهرستی اطلاعات و در ادامه صفحاتی در مورد مشخصات، جداول داده و اتصالات تجهیزات، اجزا و دستگاه‌ها در آن درج می‌شود. در انتهای دیتاشیت‌ها نیز اغلب کدها، استانداردها و فایل‌ها، پیوست می‌شود.